# LIVE Communication!!!
『LIVE Communication!!!』（ライヴ・コミュニケーション）は、2008年12月10日にリリースされたリア・ディゾンの1stライヴDVD。発売元はビクターエンタテインメント。

## メンバー
- リア・ディゾン：リードヴォーカル・ギター

## 解説
- 初の全国ツアー「LIVE Tour 2008 “Communication!!!”」を行った中でのツアーファイナルである2008年10月14日Shibuya O-EASTでのライヴ模様を収録している。本編のライヴの他に2007年-2008年の間にリアが行ってきたイベントの模様がボーナストラックとして収録されている

## 収録曲

### Leah Dizon Live Tour 2008 “Communication!!!”
1. Opening
2. Communication!!!
  - 作詞：リア・ディゾン / 作曲・編曲：藤澤慶昌
3. Vanilla
  - 作詞：リア・ディゾン & 新美香 / 作曲：ha-j & 知野芳彦 / 編曲：ha-j
4. アイシテル〜Love Story
  - 作詞：リア・ディゾン / 作曲・編曲：STY
5. Are you feelin' for me?
  - 作詞：リア・ディゾン / 作曲・編曲：江上浩太郎
6. Step into my world
  - 作詞：リア・ディゾン & 新美香 / 作曲：江上浩太郎 / 編曲：ha-j
7. Everything Anything
  - 作詞：路川ひまり / 作曲・編曲：田中直
8. Love Paradox
  - 作詞：リア・ディゾン & 新美香 & 白井裕紀 / 作曲：Philippe-Marc Anquetil & Christopher Lee-Joe & Darren Monson & Thomas Volmer Jensen / 編曲：BNA Productions
9. Nothin' to Lose
  - 作詞：リア・ディゾン / 作曲・編曲：HIRO
10. 悲しみと笑顔の中で
  - 作詞：リア・ディゾン & 白井裕紀  / 作曲：江上浩太郎 / 編曲：K-Muto
11. Under The Same Sky
  - 作詞：リア・ディゾン & 新美香 & 白井裕紀 / 作曲：縄田寿志 & 宮本恵美 / 編曲：縄田寿志
12. Lost at Sea
  - 作詞：リア・ディゾン / 作曲：リア・ディゾン & 知野芳彦 / 編曲：知野芳彦
13. BxKxRxxx
  - 作詞：白井裕紀 / 作曲：リア・ディゾン & 知野芳彦 / 編曲：ha-j & 知野芳彦
14. Brand New Day
  - 作詞：リア・ディゾン & 新美香 / 作曲・編曲：ha-j
15. 恋しよう♪
  - 作詞：リア・ディゾン & 新美香 / 作曲・編曲：平田祥一郎
16. Thank you
  - 作詞：リア・ディゾン & 白井裕紀 / 作曲・編曲：STY
17. L・O・V・E U
  - 作詞：リア・ディゾン & 新美香 / 作曲・編曲：平田祥一郎

### Leah Dizon 2007-2008 Special Edition!
1. Scene 1 〜Softly〜
  - デビューシングル「Softly」&写真集「ハロリア！」ダブル発売記念イベント{2007年3月25日}
  - デビュー前直近映像＜「Softly」PV撮影 オーストラリア(2006年11月11日〜19日)/ヴォイストレーニング/日本語テスト＞
  - 初イン・ストアライヴ！(2007年2月14日)
2. Scene 2 〜Everything Anything〜
  - 「Everything Anything」PV撮影 オーストラリア(2006年11月11日〜19日)
3. Scene 3 〜恋しよう♪〜
  - 大学学園祭ライヴ(2007年11月4日)
4. アルバム「Destiny Line」発売記念イベント・ライヴ(2007年9月12日)
  - 週刊プレイボーイ写真集「HEAVEN」発売記念シークレットパーティ(2007年10月6日)
5. Scene 4 〜L・O・V・E U / 運命線〜
  - 初ワンマン・ライヴ！(Shibuya O-EAST) (2007年11月27日)
6. Scene 5 〜Love Paradox〜
  - 香港ライヴ(2008年3月26日)
7. Scene 6 〜Vanilla〜
  - 「Vanilla」発売記念イベント 東京(6月25日)・大阪(7月4日)・名古屋(7月5日)
8. Scene 7 〜Step into my world〜
  - 「Step into my world」PV撮影 (2008年7月26日)
  - 「Communication!!!」発売記念イベント (2008年8月20日)
  - Live Tour 2008 「Communication !!!」Shibuya O-EAST (2008年10月14日)